# 柏林城市记忆
柏林城市記憶，又称波西米亚教堂重建，位于德国柏林米特区 Bethlehemkirchplatz 广场中心，是西班牙艺术家胡安·加赖萨瓦尔的作品，创建于2012年6月，马赛克标志着在战争中被摧毁的伯利恒教堂的确切位置和原始尺寸。该建筑采用 800米 (2600 英尺) 方形截面钢管(12x12厘米 /4,7x4,7 英寸)和300 米 (984英尺) LED 照明系统。其结构绘制在空中，建筑的轮廓线消失，重建其在草图形式的确切体积。夜间照明突出了透过某些线路进入的光。它长25米(由西向东) x 15米 (由北向南) x 高31米(82 x 49 x 101 英尺)，重40吨(44短吨) 。

## 建筑和维护
这个安装由开始的4个月被延长至一年，原本这项计划是临时性的，然而于2013年12月地区和市政当局下令给予了其永久性的地位。并于2014年10月在米特区的议会投票中确认。由20个公共和私营机构组成的艺术基金会“力士-伯利恒”，不仅促进了作为永久性的公共纪念性建筑物的巩固性，而且还通过各种慈善行动来资助并保障其所有的维护。

## 象征意义
柏林作为一个有着欧洲主义精神的宽容的庇护城市，这个具有纪念性的雕塑是献给信仰自由和移民的。伯利恒的波西米亚教堂建于1733年 -- 1735之间，在柏林的弗雷德里希区(现今米特区)中间。是普鲁士和波西米亚之间关系最积极的象征。多亏了普鲁士国王腓特烈·威廉一世，柏林的弗雷德里希区才可以收容那些由于宗教原因离开家园的波西米亚难民。如同法国的胡格诺派在各个地方受到庇护一样。这个雕塑象征着普鲁士国的最基本特点：宽容和开放。后来，1943年被轰炸时破坏，至1963年教堂被完全的毁坏了，其空间设施被纳入了查理检查站。
Juan Garaizabal 宣称自己是在柏林的西班牙移民，在那里他认为他已经达到了真正的艺术自由。他的“Memoria Urbana Berlín”正是为了纪念波西米亚移民和包括他自己的所有移民的勇敢，同时也是为了纪念过去普鲁士人和现今柏林人的慷慨与伟大。有了它的介入，艺术家构建了过去的英雄本质，技术冒险和当代审美。同时也总结了城市吸取过去积极的本质和努力筹划未来的能力。因此，波西米亚教堂恢复了它的存在以及它作为聚会，反思与调解的场所使用。